# انتقام عزيز (مسلسل)
انتقام عزيز مسلسل دراما اجتماعية كويتي، عُرض في رمضان 2014، وهو من إنتاج شركة النايف للإنتاج الفني، ومن تأليف الدكتور سليمان العسعوسي، وإخراج أحمد الخميس.

## القصة
تدور أحداث المسلسل حول شاب يُدعى عبد العزيز الذي قام بدوره الفنان نايف الراشد وهو شاب بسيط يعمل في إحدى الوزارات وتجمعه قصة حب مع ابنة مديره في العمل أبو خالد الذي قام بدوره الفنان احمد مساعد وابنته هي روان التي قامت بدورها الفنانة غدير الفهد، حيث تجمعها مع عبد العزيز قصة حب ثم تتخلى عنه نظراً لظروفها الصحية ولكن دون علم عبد العزيز بمرضها، ثم يبدأ عبد العزيز بالانتقام منها ومن أسرتها بالكامل إلى أن ينتهي به المطاف بقتلها ودخوله للسجن.

## طاقم العمل
- نايف الراشد
- أحمد مساعد
- ليلى السلمان
- أمل عباس
- أمينة القفاص
- غدير الفهد
- ماجد مطرب فواز
- عادل خليفة
- بدر البدري
- جاسم النبهان
- شمس العيدان
- نواف القطان
- بدر الناصر
- لطيفة الزامل
- رامي العبد الله
- بدر الخالد

## روابط خارجية
- انتقام عزيز على موقع قاعدة بيانات الأفلام العربية